# Stanhopea manriquei
Stanhopea manriquei är en orkidéart som beskrevs av Rudolph Jenny och Nauray. Stanhopea manriquei ingår i släktet Stanhopea och familjen orkidéer.
Artens utbredningsområde är Peru. Inga underarter finns listade i Catalogue of Life.